# Jean-Baptiste Rivet
Pour les articles homonymes, voir Rivet (homonymie).
Jean-Baptiste Rivet, né le 14 novembre 1748 à Besse-en-Chandesse (Puy-de-Dôme), mort le 17 mai 1806 à Clermont-Ferrand (Puy-de-Dôme), est un général de brigade de la Révolution française.

## État de services
Il entre en service le 13 avril 1766, comme soldat au régiment de Lyonnais-infanterie, sergent le 1er avril  1772, fourrier le 16 août 1776, il sert aux sièges de Port-Mahon (en) et de Gibraltar de 1781 à 1783. Il passe sergent-major le 1er août 1782, adjudant le 1er septembre 1784, sous-lieutenant de grenadiers le 17 juillet 1790, adjudant-major le 1er mars 1791, et il est fait chevalier de Saint-Louis le 20 avril 1791.
	|
Le 1er septembre 1792, il passe capitaine de fusiliers au 27e régiment d'infanterie, et il est affecté à l’armée du Rhin. le 23 novembre 1792, il devient capitaine de grenadiers à l'armée de la Moselle, et Le 11 décembre 1793, il reçoit son brevet de chef de bataillon. Le 2 juillet 1794, il rejoint l'armée de Sambre-et-Meuse, et il est nommé chef de brigade le 31 décembre de la même année, à la 53e demi-brigade de première formation.
Il est promu général de brigade le 9 février 1796, mais il refuse la promotion le 12 mars suivant. Maintenu le 5 avril 1796, chef de brigade, il reprend le commandement de la 53e demi-brigade d'infanterie, qui devient la 10e demi-brigade de deuxième formation le 12 mai 1796. De 1797 à 1801, il sert aux armées de Rhin-et-Moselle, d'Angleterre et d'Italie.
Il est admis à la retraite le 30 décembre 1802, et il se retire à Clermont-Ferrand, où il meurt en 1806.

## Sources
- (en) « Generals Who Served in the French Army during the Period 1789 - 1814: Eberle to Exelmans »
- (pl) « Napoléon.org.pl »
- Georges Six, Dictionnaire biographique des généraux & amiraux français de la Révolution et de l'Empire (1792-1814), Paris : Librairie G. Saffroy, 1934, 2 vol., p. 375